# 411vm 39
411vm 39 je devetintrideseta številka 411 video revije in je izšla marca 2000.
V Openeres je prvi trik najvišji ollie z rolko Danny Wainwrighta, ki je za pol inča premagal organizatorja tekmovanja Reese Forbsa. V članku vidimo tudi Reesove »priprave« na tekmovanje, s katerimi se norčujejo iz atletov.
V tej številki se prvič pojavi članek Five, v katerem Kerry Getz govori, da bi rad v prihodnosti odprl rolkarsko trgovino. Čez nekaj let je odprel Nocturnal rolkasko trgovino v Filadelfiji.
Black Label v letu izdaje te številke praznuje svojo 10 obletnico delovanja, med reklamami pa se prvič pojavi reklama za ON video revijo.

## Vsebina številke in glasbena podlaga
Glasbena podlaga je navedena v oklepajih.
- Openers Danny Wainwright, Chet Thomas, Bucky Lasek, Ryan Kenreich, Alex Gall, Colt Cannon
- Chaos (Farside - Kille Me)
- Profiles Bucky Lasek (Andy Caldwell - Sandworms, Jon Todd - Throwing Art in the Air)
- Wheels of fortune Alex Gall, Colt Cannon (The Ramones - Now I Wanna Sniff Some Glue)
- Main event Reese Forbes Ollie Challenge (Nevermore - Cenotaph, David Holmes - Gritty Shaker, Fugazi - Break)
- Rookies Javier Sarmiento (Breakbeat Era - Late Morning)
- Five Kerry Getz (Refused - The Apollo Programme was a Hoax, Hive - Fallout)
- Contests Tampa AM (Wizo - Closet, Eighty Mile Beach - That Modest Prize)
- Industry Active, Black Label (Fugazi - Little Debbie, AC/DC - Hell's Bells)
- Road trip Girl v južni Afirki (Fatboy Slim - Right Here, Right Now)
- Roomies Cairo Foster / Elias Bingham / Justin Strubing (Fireside - Styrofoam, DJ Saga - Eros)

Glasba v zaslugah je Pezz - Pucker Factor.